# ميشيل رينكوين
ميشيل رينكوين، من مواليد 3 نوفمبر 1955، لاعب كرة قدم بلجيكي سابق، ومدرب كرة قدم بلجيكي.
لعب مع منتخب بلجيكا لكرة القدم.

## روابط خارجية
- ميشيل رينكوين على موقع الاتحاد الدولي (مؤرشف)  (الإنجليزية)
- ميشيل رينكوين على موقع الاتحاد البلجيكي (الإنجليزية)
- ميشيل رينكوين على موقع قاعدة بيانات كرة القدم.إي يو (الإنجليزية)
- ميشيل رينكوين على موقع ناشيونال فوتبول تيمز (الإنجليزية)
- ميشيل رينكوين على موقع عالم كرة القدم.نت (الإنجليزية)